# Baketaton
Baketaton (La Servante d'Aton) est une princesse égyptienne de la fin de la XVIIIe dynastie, contemporaine de la période amarnienne. 

## Famille
Suivant les représentations de la jeune princesse, son âge avoisinait celui des filles aînées d'Akhenaton. Son nom indiquerait à première vue qu'elle serait née durant la réforme amarnienne. Elle séjourna, au moins en l'an 12 du règne, avec la reine-mère Tiyi dans la nouvelle capitale Akhetaton, où elle est représentée par deux fois dans la tombe du nord n°1 de Houya, l'intendant de la maison de Tiyi-.
On la tint longtemps pour une fille tardive d'Amenhotep III et de sa grande épouse royale Tiyi, mais de nombreux spécialistes privilégient aujourd'hui d'autres hypothèses : qu'elle fut l'une des filles d'Akhenaton — sans doute de son épouse secondaire Kiya, — ou, en effet, une fille tardive d'Amenhotep III, mais d'une autre épouse encore en âge d'enfanter à l'époque de la mort du roi. Cette génitrice pourrait être sa fille, la grande épouse royale Satamon ; ou encore la princesse du Mittani, Tadukhipa, devenue vraisemblablement l'épouse secondaire Kiya sous le règne suivant.
Cette dernière supposition serait appuyée par la découverte d'un bloc où il est fait mention de la fille de Kiya, fille dont le nom se termine en -aton. Une étiquette de vin mentionnant Baketaton date de l'an 13 du règne d'Akhenaton et il a été suggéré qu'elle avait hérité des domaines de Kiya. Après la mort de sa mère en l'an 12, elle aurait été élevée par la reine-mère Tiyi.
On ne trouve aucune mention du nom de Baketaton avant le règne d'Akhenaton, et certains spécialistes avancent qu'elle ne ferait qu'une avec la princesse Nebetâh, la plus jeune fille d'Amenhotep III et de Tiyi, qui, elle, n'est jamais mentionnée après le règne de son père. Akhenaton aurait donc changé son nom de Nebetâh en Baketaton après la réforme amarnienne. D'autre part, puisque Nebetâh est une candidate probable pour la Younger Lady (mère de Toutânkhamon et sœur d'Akhenaton), Baketaton serait de toute évidence devenue l'épouse secondaire du roi amarnien.
Le seul titre qu'on connaît à Baketaton est Fille du Roi de son Corps, attribué aux princesses du Nouvel Empire, sans précision du souverain. Elle mourut vraisemblablement jeune, car la dernière mention de son nom est faite sur l'étiquette de vin déjà citée datant de l'an 13 d'Akhenaton. Sachant que Toutânkhamon est né aux alentours de l'an 12, elle pourrait être morte en couches s'il s'avère qu'elle est la Younger Lady.